# Парламентарни избори у Аустрији 1927.
Аустријски парламентарни избори 1927. су трећи парламентарни избори у историји Аустрије који су одржани 24. априла 1927. Највише гласова је добила заједничка листа Хришћанске социјалне партије и Велике Немачке народне партије коју је предводио савезни канцелар Игнац Зајпел. Друга најјача странка је остала социјалдемократска радничка партија.

## Позадина
1926. Игнац Зајпел је по други пут обављао функцију канцелара Аустрије. Током свог другог мандата он је ојачао улогу аустрофашистичког Хеимвера. Због подржавања већином истих ствари Хришћанска партија, Велика Немачка партија и мање нацистичке партије су формирају заједничку листу за изборе. Ова листа је имала антикомунистичку, антисоцијалдемократску предизборну кампању. На њиховим предизборним плакатима су били слогани попут „социјалдемократски терори против којих вреди да се бори“.
Социјалдемократска партија је критиковала високу незапосленост и инфлацију под влашћу Зајпела и захтевали су увођење финансијске сигурности у старости.

## Изборни резултати
Резултати парламентарних избора у Аустрији 1927.
| Политичка партија                                                                    | гласова   | гласова  | %     | %     | број посланика | број посланика |
| Политичка партија                                                                    | 1927      | ±        | 1927  | ±     | 1927           | ±              |
| ------------------------------------------------------------------------------------ | --------- | -------- | ----- | ----- | -------------- | -------------- |
| Заједничка листа Хришћанске социјалне партије () и Велике Немачке народне странке () | 1.753.761 | +294.714 | 48,20 | +3,40 | 85             | +3             |
| Социјалдемократска радничка партија ()                                               | 1.539.635 | +227.765 | 42,31 | +2,70 | 71             | +3             |
| Ландбунд                                                                             | 259.375   | -29.218  | 6,33  | -1,5  | 9              | -1             |
| Остале партије                                                                       | 114.973   | -        | 3,16  | -     | 0              | 0              |
| Укупно                                                                               | 3.641.526 |          | 100   |       | 165            |                |
| Извори: Резултати парламентарних избора у Аустрији 1919-1930, Аустрија,              |           |          |       |       |                |                |

- Од 4.119.626 регистрованих гласача на изборе је изашло 89,27%

## Последице избора
Од 85 мандата које је освојила заједничка листа Хришћанска партија је добила 73, а Велика Немачка партија 12 мандата. Игнац Зајпел је остао савезни канцелар. Исте године је дошло и до јулске побуне у којој је погинуло 85 демонстраната и 4 полицајца.